# Drabescus brunneus
Drabescus brunneus är en insektsart som beskrevs av Evans 1972. Drabescus brunneus ingår i släktet Drabescus och familjen dvärgstritar. Inga underarter finns listade i Catalogue of Life.